# John Fulham
John Fulham MA (1699 - 1777) foi um cónego de Windsor de 1750 a 1777 e arquidiácono de Llandaff de 1749 a 1777.

## Carreira
Ele foi educado no Eton College e Christ Church, Oxford, onde formou-se em 1720.
Ele foi nomeado:
- Reitor de Compton 1722-1777
- Reitor de Merrow 1736 - 1752
- Prebendário da Catedral de Chichester 1745 - 1773
- Capelão do Presidente da Câmara dos Comuns, 1746
- Arquidiácono de Llandaff 1749 - 1777
- Vigário da Igreja de Todos os Santos, Isleworth 1751-1777

Ele foi nomeado para a sétima bancada na Capela de São Jorge, Castelo de Windsor em 1750, e manteve a posição até 1777.
Ele morreu em 13 de julho de 1777 e uma inscrição monumental para a sua pessoa ainda existe em Compton.